# Nim Li Punit
Nim Li Punit är en fornlämning i Belize.   Den ligger i distriktet Toledo, i den södra delen av landet, 110 km söder om huvudstaden Belmopan. Nim Li Punit ligger 37 meter över havet.
Terrängen runt Nim Li Punit är platt. Runt Nim Li Punit är det mycket glesbefolkat, med 4 invånare per kvadratkilometer.. Närmaste större samhälle är Punta Gorda, 17,9 km söder om Nim Li Punit.
I omgivningarna runt Nim Li Punit växer i huvudsak städsegrön lövskog.